# عید ارواح
عید ارواح یا عید ارواح گرسنه یا یو لان (盂蘭) عیدی سنتی در چین است که توسط چینی‌های بسیاری کشورها جشن گرفته می‌شود. عیدهای مشابهی در این زمان در دیگر سرزمین‌های بوداگرایی مانند تایوان، ژاپن، سنگاپور، مالزی، ویتنام وجود دارد. در ادیان قومی چینی شب ۱۵ام ماه هفتم گاه‌شماری چینی (که گاه‌شماری شمسی–قمری است) یا شب ۱۴ام در جنوب چین، روز ارواح نام دارد و کل این ماه ماه ارواح نام دارد. در باور آن‌ها در این شب درهای دنیای مردگان باز می‌شود و ارواح مردگان (از جمله نیاکان درگذشته)  بیرون می‌آیند.